# Homeopathy
Homeopathy est un journal sur l'homéopathie, une forme controversée de médecine alternative. C'est le journal de la Faculty of Homeopathy basée à Londres.
Le journal est publié aujourd'hui par Thieme Medical Publishers.